# Grajal de Campos
Grajal de Campos ist ein Ort und eine nordspanische Gemeinde (municipio) mit nur noch 209 Einwohnern (Stand: 2024) in der Provinz León in der autonomen Region Kastilien-León.

## Lage und Klima
Der Ort Grajal de Campos liegt im nördlichen Teil der Iberischen Hochebene (meseta) in einer Höhe von ca. 805 m. Die Provinzhauptstadt León befindet sich ca. 64 km (Fahrtstrecke) nordwestlich; der am Jakobsweg liegende Ort Sahagún ist nur ca. 6 km in nördlicher Richtung entfernt. Das Klima im Winter ist kühl, im Sommer dagegen durchaus warm; die eher geringen Niederschlagsmengen (ca. 525 mm/Jahr) fallen – mit Ausnahme der nahezu regenlosen Sommermonate – verteilt übers ganze Jahr.

## Bevölkerungsentwicklung
| Jahr      | 1857  | 1900  | 1950  | 2000 | 2019 |
| Einwohner | 1.390 | 1.474 | 1.083 | 306  | 227  |

Der deutliche Bevölkerungsrückgang seit den 1950er Jahren ist im Wesentlichen auf die Mechanisierung der Landwirtschaft sowie auf die Aufgabe von bäuerlichen Kleinbetrieben und den damit einhergehenden Verlust an Arbeitsplätzen zurückzuführen (Landflucht).

## Wirtschaft
Das wirtschaftliche Leben der Gemeinde war und ist in hohem Maße agrarisch orientiert – früher wurden Getreide und selbst Weinreben zur Selbstversorgung angepflanzt; Gemüse stammte aus den Hausgärten. Viehzucht (früher hauptsächlich Schafe und Ziegen, heute zumeist Schweine) wurde und wird immer noch in geringem Umfang betrieben. Im Lauf der Zeit ließen sich Kleinhändler, Handwerker sowie Dienstleister aller Art hier nieder; die meisten sind jedoch verschwunden. Stattdessen spielt seit den 1970er Jahren der innerspanische Tourismus eine immer bedeutsamer werdende Rolle im Wirtschaftsleben der Gemeinde.

## Geschichte
Auf dem Cerro de Turrutalba wurden die Reste eines keltiberischen Castrums freigelegt. Römische, westgotische und maurische Spuren wurden bislang nicht entdeckt. Der asturische König Alfons III. († 910) errichtete in Graliare eine Festung. Möglicherweise wurden Festung und Ort um das Jahr 1000 von den Truppen Almansors zerstört. In Grajal de Campos starb am 20. September 1107 Raimund von Burgund aus dem Haus Burgund-Ivrea, der Ehemann der Königin Urraca von León-Kastilien und Stammvater der nachfolgenden kastilischen Könige. Als Folge der Vergabe des Marktrechts an die Nachbarstadt Sahagún nahm die Bedeutung des Ortes ab, auch wenn im Jahr 1599 eine Grafschaft Grajal (Condado de Grajal) geschaffen wurde.

## Sehenswürdigkeiten

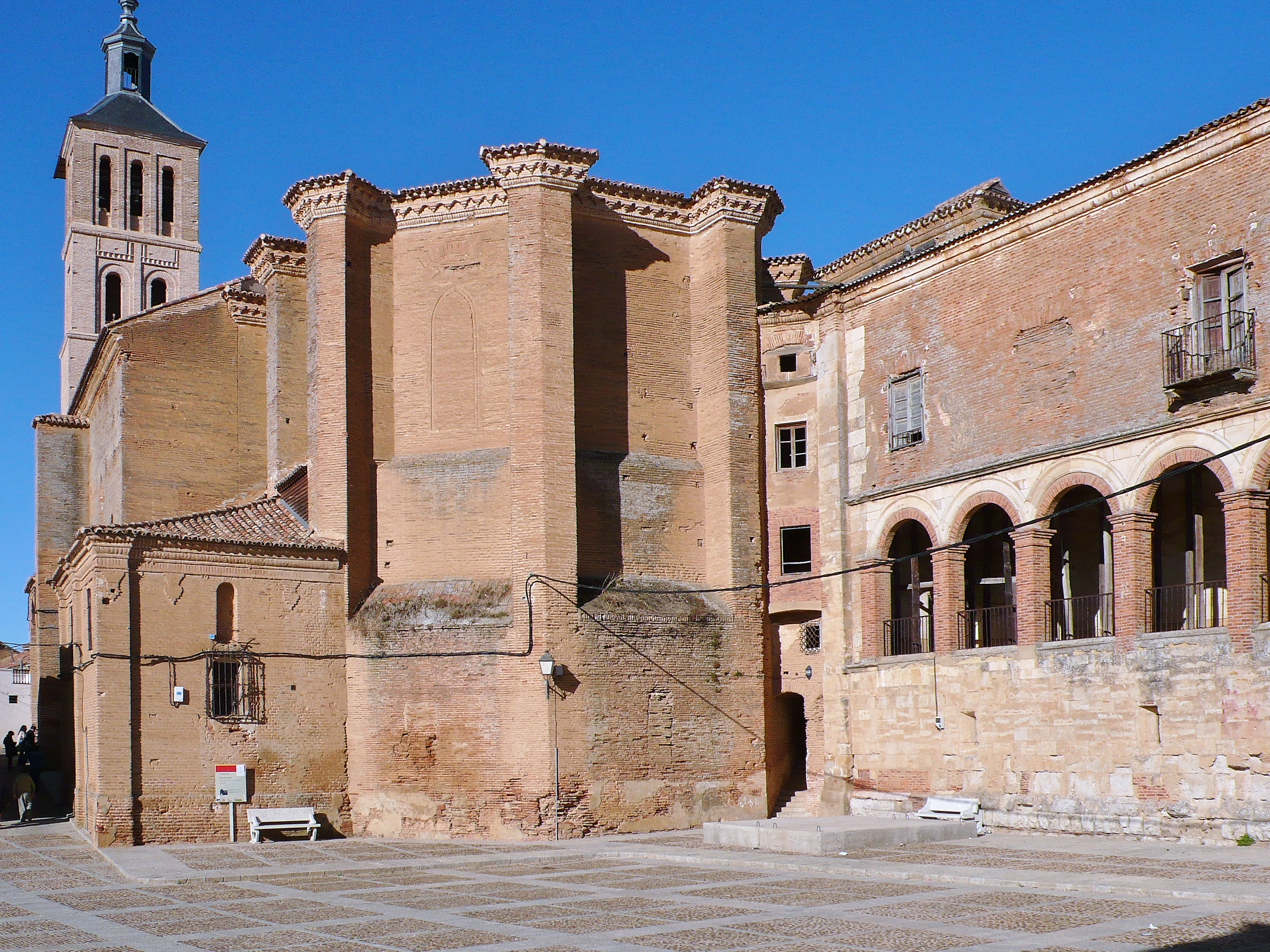
Kirche und Grafenpalast

- Die Burg des Ortes (Castillo de Grajal de Campos) stammt aus dem Mittelalter; sie wurde jedoch im 16. Jahrhundert verändert.
- Die gänzlich aus Ziegelsteinen gemauerte Iglesia de San Miguel entstand im 15./16. Jahrhundert; auch sie musste in späterer Zeit Veränderungen über sich ergehen lassen. Ungewöhnlich ist der auf einem abgeknickten Grundriss erbaute Glockenturm (campanario). Im Inneren befindet sich ein sehenswerter Altarretabel (retablo).[5]
- Der Palacio de los Condes de Grajal wurde in den Jahren 1517–23 im Stil der Renaissance erbaut. Äußerliches Merkmal ist eine breit angelegte und somit repräsentative Loggia aus hellem Sandstein; im Inneren befindet sich ein zweigeschossiger, von Arkaden gesäumter quadratischer Innenhof.
- Die Ermita de la Virgen de las Puertas ist ein eigenwilliger Bau, der in die ehemalige Stadtmauer integriert wurde.
- Der zur Gänze aus Ziegelsteinen erbaute Convento de Nuestra Señora de La Antigua befindet sich etwa 200 m außerhalb des Ortes. Der Bau soll zu einem Hotel umgestaltet werden.
- Unweit davon befindet sich das ebenfalls aus Ziegelsteinen erbaute Hospital de Nuestra Señora de La Antigua – ein schlichter, aber nahezu baufälliger zweigeschossiger Bau.

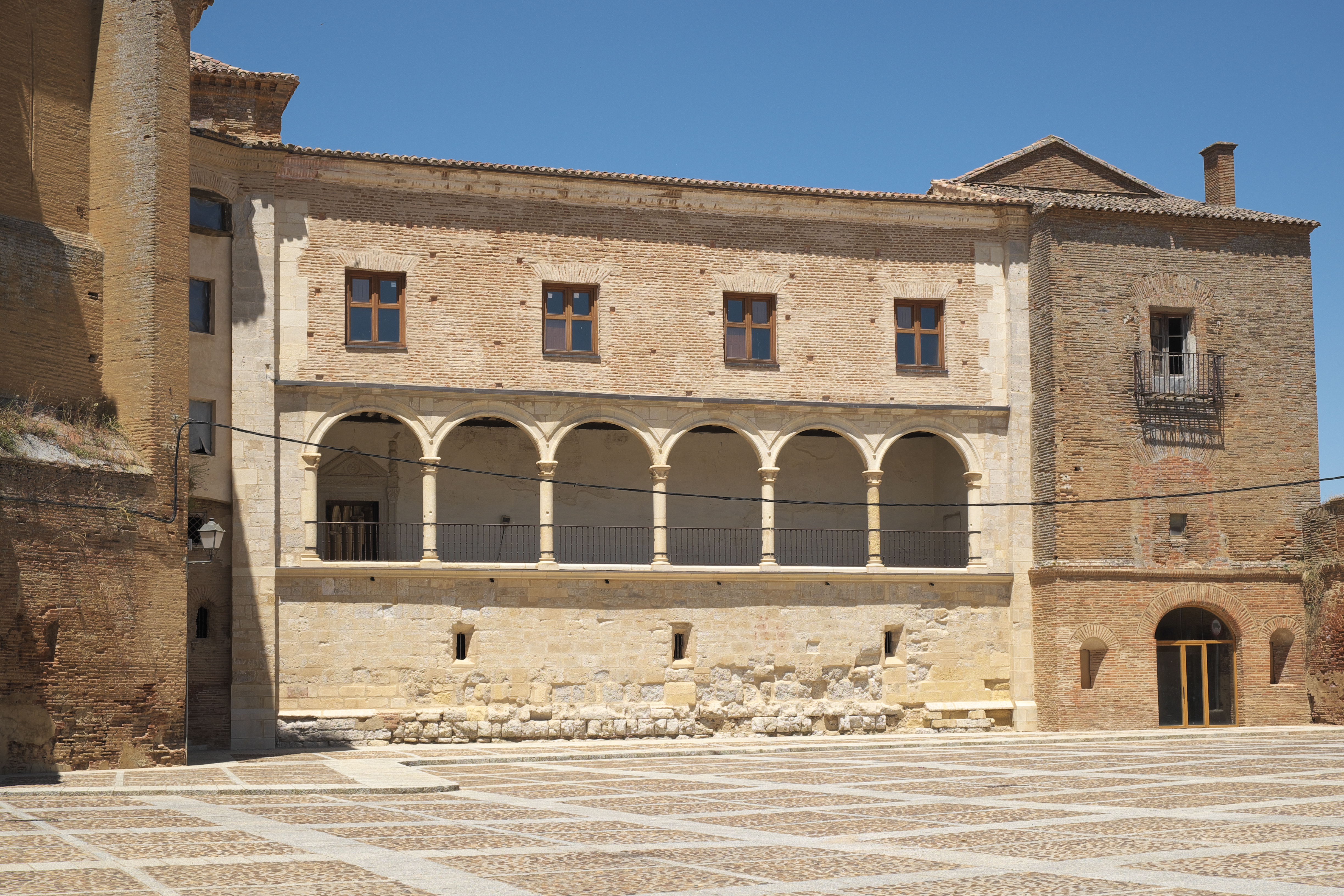
Palacio de los Condes de Grajal
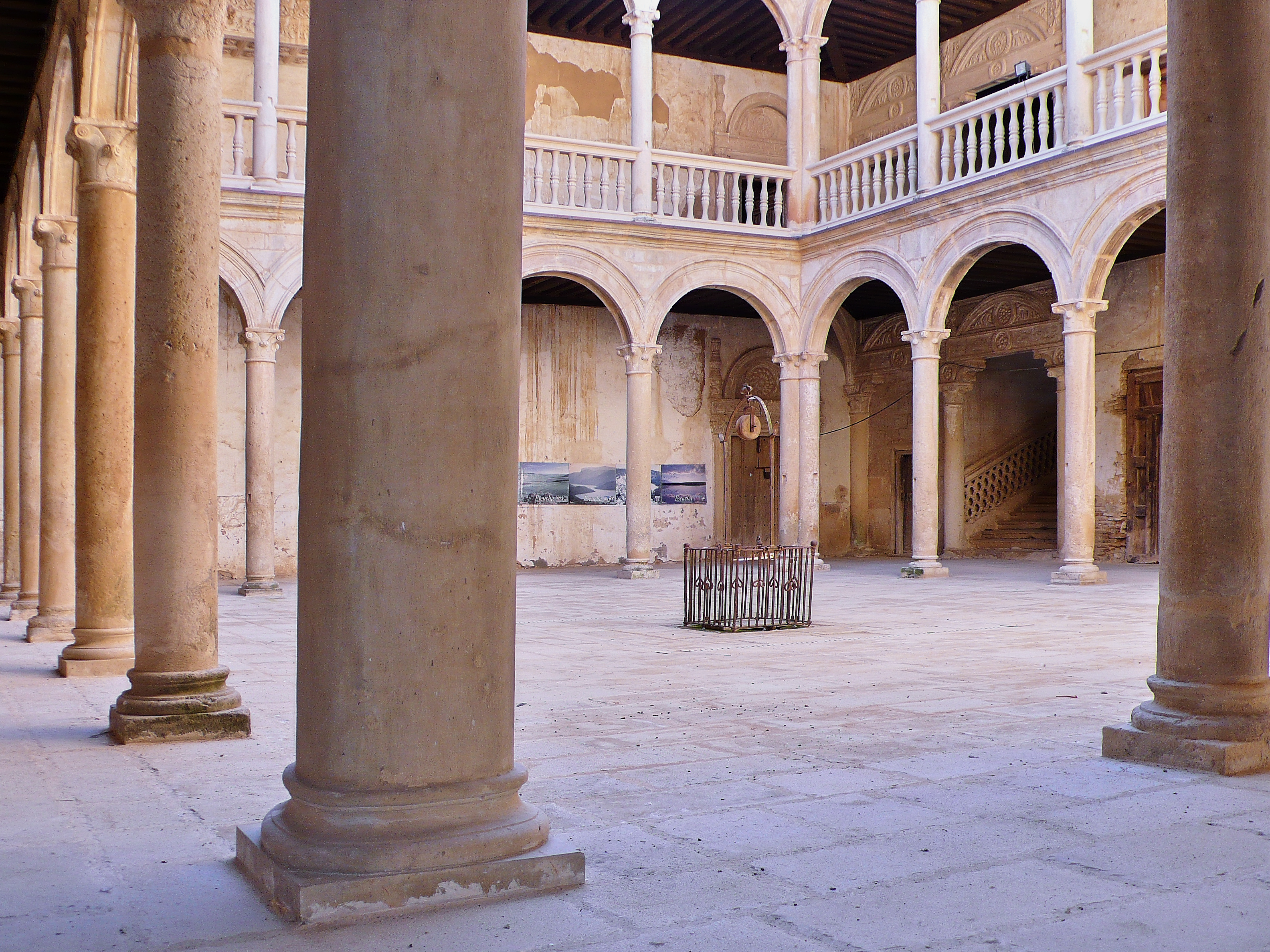
Innenhof des Palastes
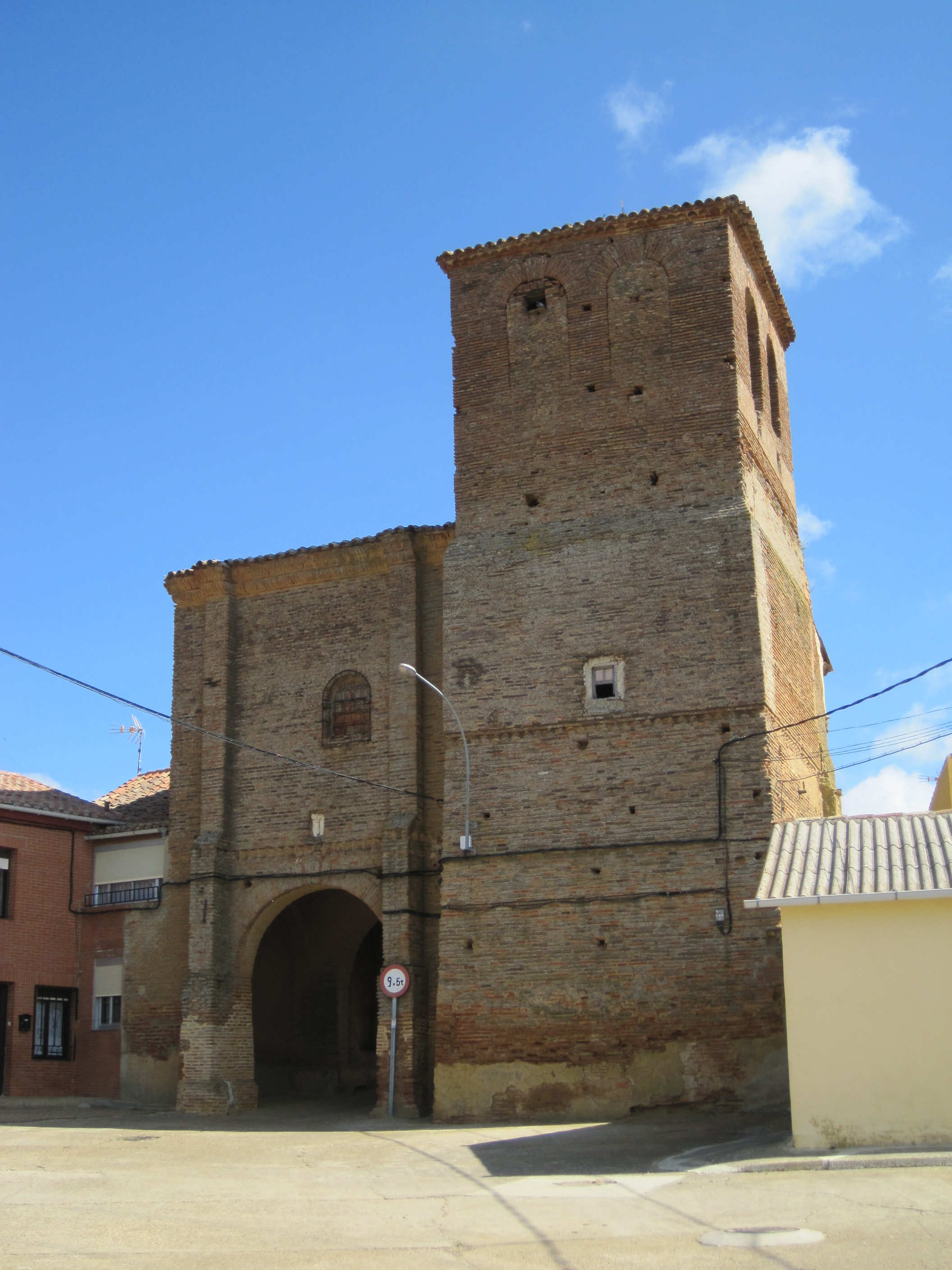
Ermita de la Virgen de las Puertas
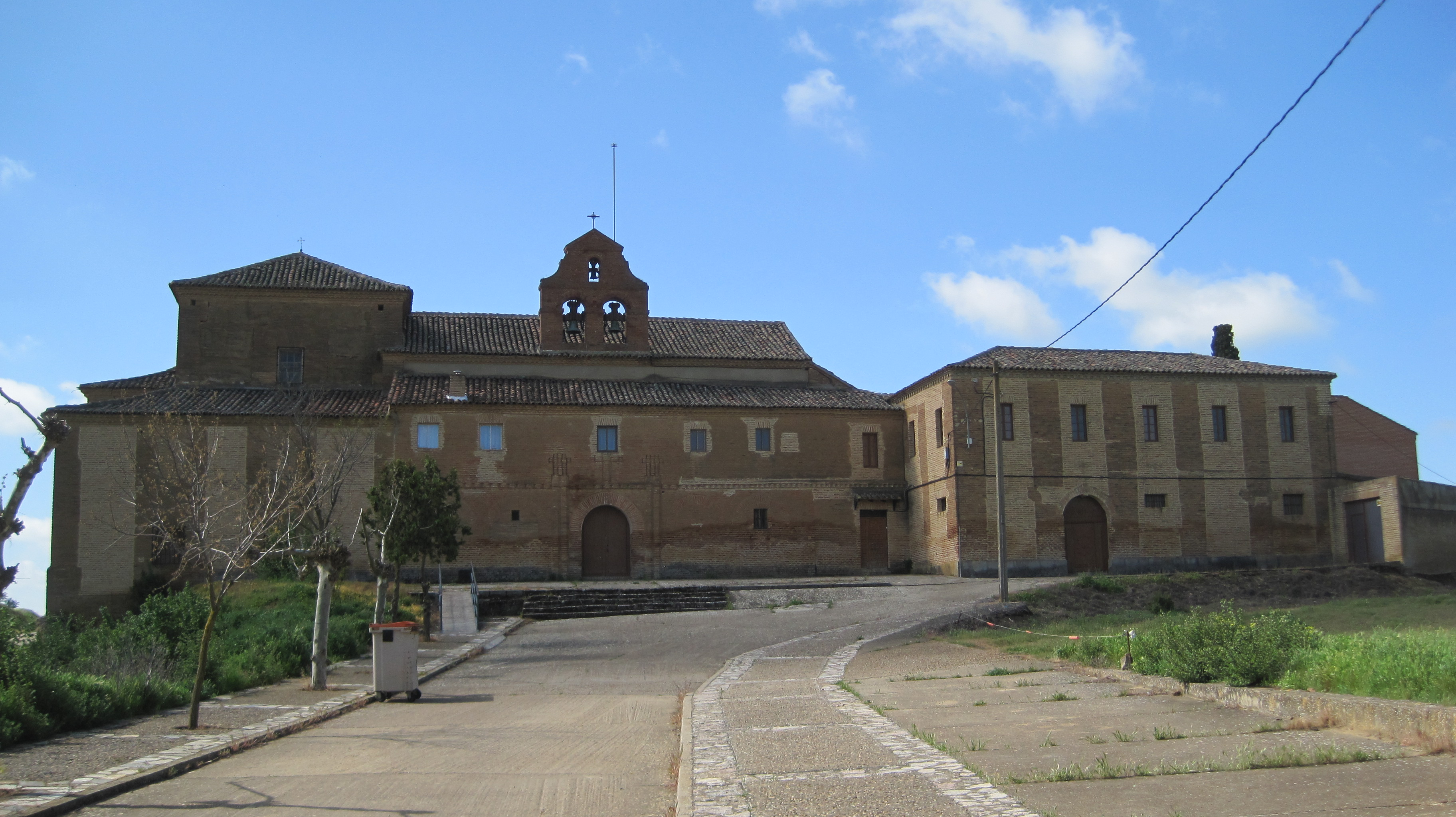
Convento de Nuestra Señora de La Antigua
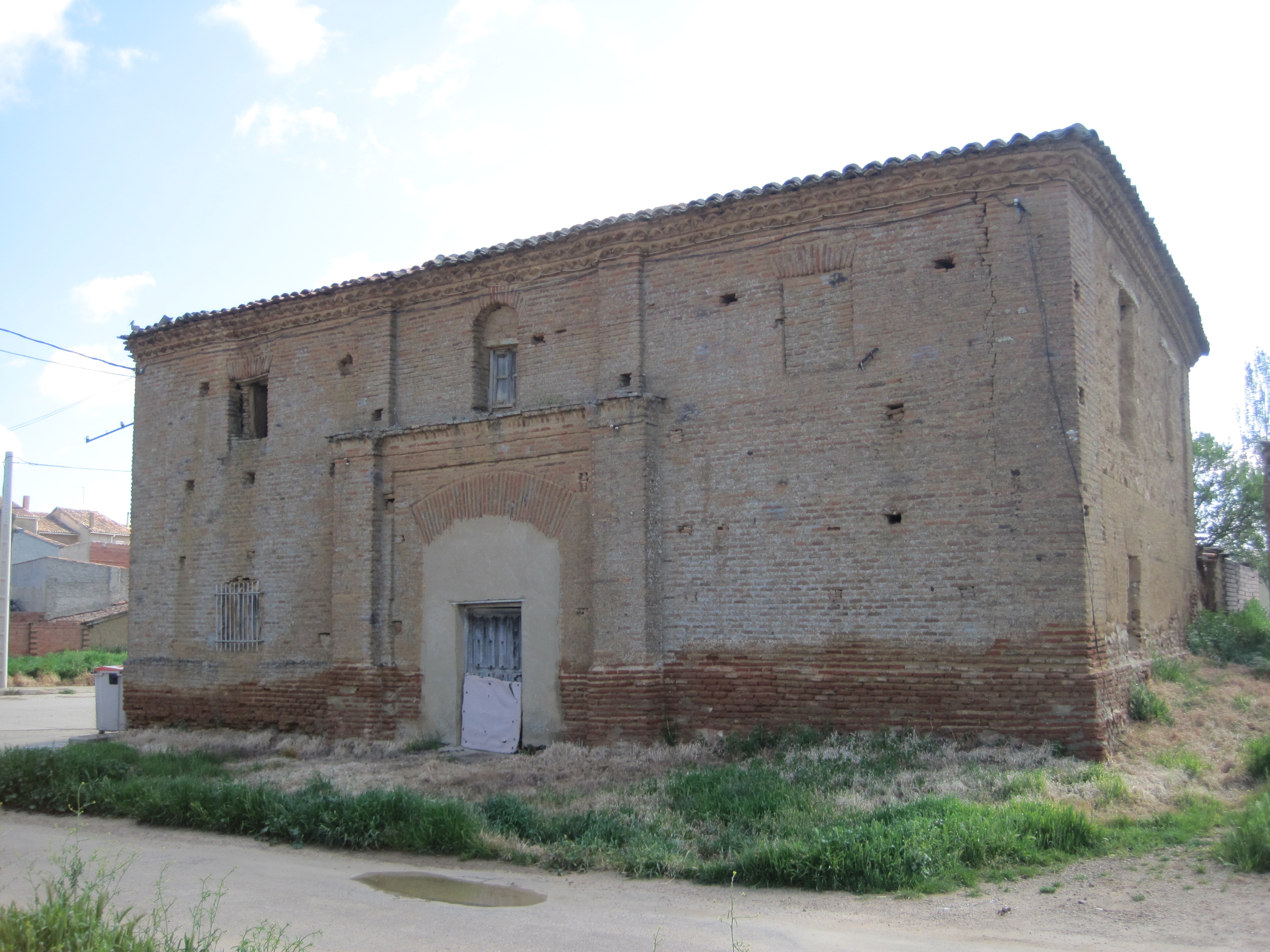
Hospital de Nuestra Señora de La Antigua